# 569
Het jaar 569 is het 69e jaar in de 6e eeuw volgens de christelijke jaartelling.

## Gebeurtenissen

### Europa
- De Avaren nemen de Hongaarse Laagvlakte (huidige Hongarije) in bezit, na de migratie van de Longobarden naar Italië.
- De Longobarden onder aanvoering van hun koning Alboin veroveren Venetië en Milaan. Ze hebben het grootste deel van Italië ten noorden van de rivier de Po in handen.

### Afrika
- Het Nubische koninkrijk Makuria wordt door Koptische missionarissen tot het christendom bekeerd.
- De Garamanten (Libië) sluiten een vredes- en handelsverdrag met het Byzantijnse Rijk. (waarschijnlijke datum)

### Azië
- Een afgevaardigde van het Byzantijnse Rijk reist naar de Göktürken om de mogelijkheid van een verbond tegen de Sassaniden te bespreken.
- Mahanaga (r. 569-571) bestijgt de troon en regeert als koning over Ceylon.

## Religie
- Damianus (r. 569-605) wordt benoemd tot patriarch van Alexandrië.